# KV60
A tumba KV60 (acrônimo de "King's Valley #60"), no Vale dos Reis em Egito, continha duas múmias femininas em seu interior. Uma foi identificada por uma inscrição em seu sarcófago que dizia: Enfermeira Real, In. Acredita-se que seja a enfermeira real de Hatexepsute, Sit-re, chamada de In. Esta múmia encontra-se atualmente no Museu do Cairo. A outra múmia, ainda não identificada ainda encontra-se na tumba. Elizabeth Thomas sugere que esta pode ser a múmia da faraó Hatexepsute recolocada aqui por Tutemés III. Esta mesma sugestão foi defendida recentemente pelo egiptólogo Zahi Hawass.

## História
Quando a tumba foi descoberta por Howard Carter em 1903, verificou-se que a tumba tinha sido invadida e saqueada na antiguidade, mas havia ainda duas múmias e algum objetos muito danificados. Em 1906, Edward R. Ayrton reabriu a tumba e  removeu uma múmia, KV60B, juntamente com o sarcófago em que ela estava e entregou-as ao Museu do Cairo. No sarcófago havia a inscrição com um título real e um nome: Enfermeira real, In. Esta pessoa foi identificada como a Sit-re, chamada de In, a enfermeira real da faraó Hatexepsute. Como nem Carter nem Ayrton deixaram plantas ou mapas da tumba, a sua localização ficou perdida por vários anos.
A egiptóloga Elizabeth Thomas, mais tarde em 1966, especulou que a segunda múmia não identificada era de Hatexepsute, recolocada aqui (na tumba de sua enfermeira) por Tutemés III, como parte de sua campanha oficial de hostilidade contra ela.
Em 1990 a tumba foi redescoberta, reaberta e devidamente escavada por uma equipe liderada por Donald P. Ryan e Mark Papworth. O estudo revelou evidências que apoiavam a teoria de Elizabet Thomas; a múmia revelou ser de uma senhora idosa com o braço esquerdo flexionado em uma posição que pensa-se que marca uma múmia real. Por outro lado, nenhum dos fragmentos dos vasos recolhidos durante a escavação revelou uma data referente a vigésima dinastia. O mais curioso é que foi encontrado um pedaço do sarcófago que cobria o rosto da múmia, onde havia um lugar para encaixar uma barba falsa, destinado a homens, mas na tumba havia apenas múmias femininas e sabe-se que Hatexepsute usava uma barba falsa. A múmia foi deixada em um sarcófago de madeira novo e deixada na tumba que foi re-selada.
Atualmente, em 2007, a tumba foi reaberta e a segunda múmia, KV60A, foi removida para estudos. Em 27 de junho de 2007, o diretor do Supreme Council of Antiquities, Zahi Hawass, ofereceu o que ele considerou como a prova definitiva que o corpo "idoso, corpulento" encontrado na tumba era efetivamente a  Hatexepsute.